# Estadio José Pedro Damiani
El estadio Cr. José Pedro Damiani, conocido popularmente como Las Acacias, es un estadio de Uruguay, ubicado en el barrio del mismo nombre, de la ciudad de Montevideo.
El terreno donde se encuentra el estadio fue adquirido por el Club Atlético Peñarol en 1913 y se construyó el escenario en 1915, inaugurándose un año después. El estadio cuenta con una capacidad habilitada para 12000 espectadores.
Dentro del terreno se encuentra el Complejo Deportivo Las Acacias, utilizado por categorías formativas del club para realizar entrenamientos, contando además con una cancha auxiliar, gimnasio y vestuarios.

## Historia
En 1912 la compañía "La Transatlántica" le ofreció al CURCC un predio en el barrio Marconi, sobre la calle Las Acacias, para que en él edificara un campo de juego más cercano a la capital que el de Villa Peñarol. En 1913 se terminó el pago del campo y pasó definitivamente a manos de Peñarol.
Luego de años en los que no se concretó la construcción de las tribunas, llegó el mandato de Francisco Simón y con él, la culminación del escenario. Fue inaugurado el 19 de abril de 1916 en un partido amistoso entre Peñarol y su clásico rival Nacional, por la "Copa Transatlántica". Dicho encuentro finalizó 3 a 1 en favor de los aurinegros.
Este estadio lleva el nombre de quien fuera durante años presidente de Peñarol, el contador José Pedro Damiani.

## Actualidad

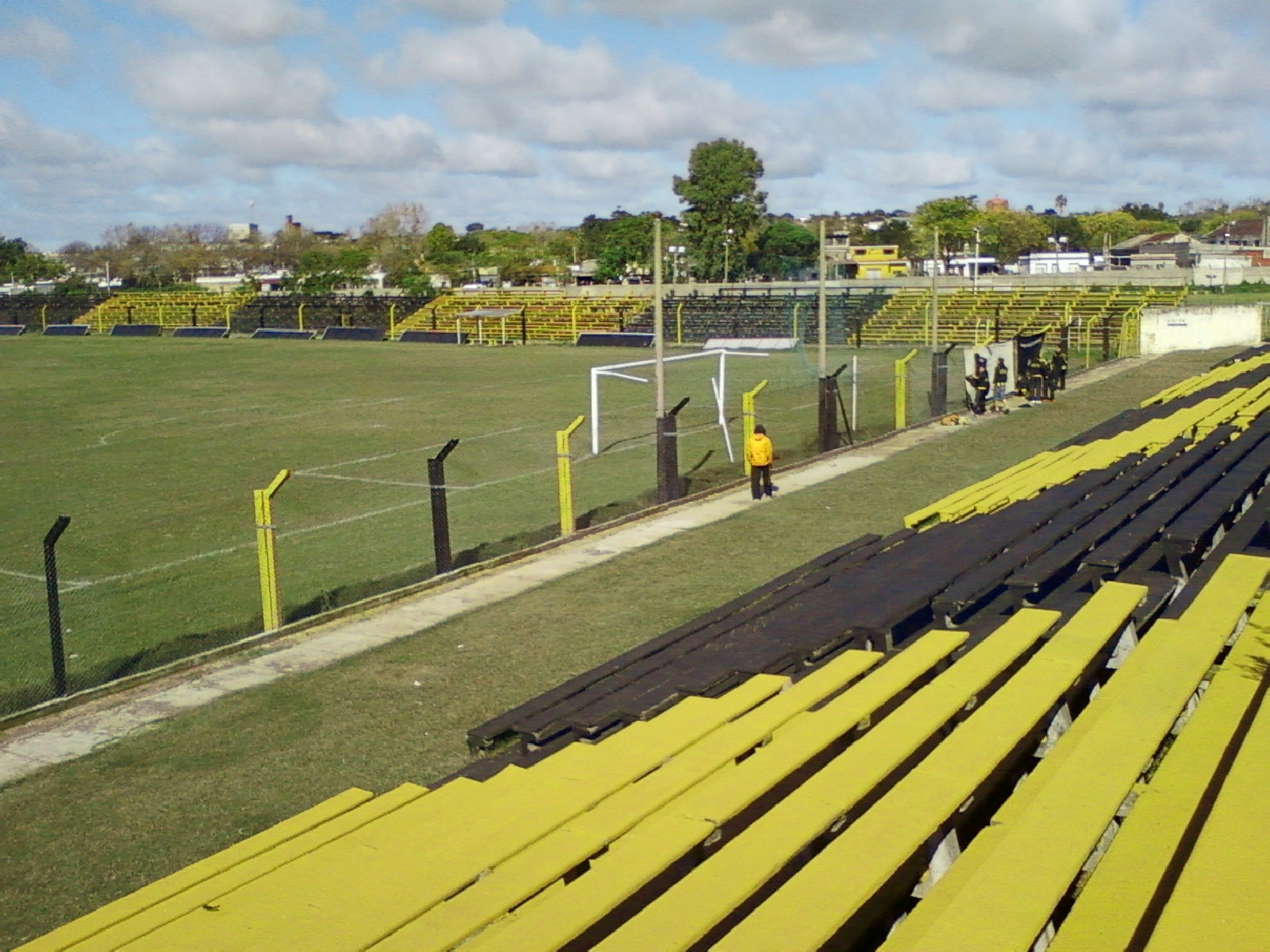
La cancha, con sus tribunas pintadas.

Actualmente, y desde la década de los '90, no se encuentra habilitado por la Intendencia de Montevideo, por razones de seguridad, para disputar partidos de Primera División. El último cotejo oficial disputado por el primer equipo aurinegro fue en la primera fecha del torneo Clausura de 1997, ante Rampla Juniors.
Por tal motivo, la institución carbonera ha jugado habitualmente sus partidos de local en el Estadio Centenario, propiedad de la Intendencia, hasta la inauguración del Campeón del Siglo, propiedad del club. Sin embargo, las divisionales formativas de la institución y el plantel femenino disputan sus partidos de local en este estadio.
Si bien Peñarol posee otros complejos de mayor tamaño, se han anunciado reformas para mejorar el estado general, tanto del complejo como del estadio.
En el 2022, el Carbonero llevó a cabo reformas en las acacias, una remodelación que le significó a Peñarol una inversión de US$ 750.000. Las reformas en el estadio comprenden una cancha central de césped sintético y un desagüe de calidad que evacua rápidamente las aguas pluviales. También cuatro vestuarios nuevos, un gimnasio y una cancha natural de once con medidas reglamentarias (detrás de lo que sería la tribuna Olímpica).
En 2023 el estadio se volvió a usar para futbol profesional, ya que lo alquilaron tanto la Institución Atlética Potencia como la IASA para disputar sus partidos de la segunda mitad de la Segunda División Profesional. El día 3 de agosto de 2024 Peñarol inauguró las luces de este estadio.